# Gennadi Andrejewitsch Woronin
Gennadi Andrejewitsch Woronin (russisch Геннадий Андреевич Воронин, wiss. Transliteration Gennadij Andreevič Voronin; * 6. September 1934 in Dserschinsk; † 3. Mai 2004 ebenda) war ein sowjetischer Eisschnellläufer.
Woronin, der für den Dynamo Moskau startete, belegte in der Saison 1956/57 bei der Mehrkampfweltmeisterschaft 1957 in Östersund den 13. Platz und bei der Mehrkampfeuropameisterschaft 1957 in Oslo den 11. Rang im Großen Vierkampf. Im folgenden Jahr wurde er sowjetischer Meister über 500 m. Bei den Olympischen Winterspielen 1960 in Squaw Valley lief auf den 12. Platz über 1500 m und auf den fünften Rang über 500 m. Im Jahr zuvor heiratete er die Eisschnellläuferin Inga Artamonowa. Aufgrund Eifersucht wegen ihrer Erfolge im  Eisschnelllauf wurde er alkoholkrank und es kam zu häuslicher Gewalt, die am 4. Januar 1966 damit endete, dass er seine Frau mit mehreren Messerstichen tötete. Er wurde daraufhin zu einer Haftstrafe von zehn Jahren verurteilt.

## Persönliche Bestzeiten
| Disziplin | Zeit         | Datum             | Ort           |
| --------- | ------------ | ----------------- | ------------- |
| 500 m     | 40,20 s      | 13. Januar 1964   | Almaty        |
| 1000 m    | 1:25,50 min  | 4. März 1963      | Almaty        |
| 1500 m    | 2:09,00 min  | 27. Januar 1964   | Almaty        |
| 3000 m    | 4:39,00 min  | 28. Januar 1963   | Almaty        |
| 5000 m    | 8:10,90 min  | 10. März 1964     | Jekaterinburg |
| 10000 m   | 17:33,70 min | 27. Dezember 1958 | Gorki         |